# Тупиця Олег Леонідович
Олег Леонідович Тупиця — український політолог, доктор політичних наук, кандидат історичних наук, доцент, заслужений працівник освіти України, відмінник освіти України.
Доцент кафедри політології Дніпропетровського національного університету імені Олеся Гончара, голова профспілкового комітету ДНУ. У 2005—2012 рр. був завідувачем кафедри політології ДНУ.
У 2009 році захистив докторську дисертацію на тему «Профспілки та політична система: специфіка взаємодії в сучасному суспільстві».
Сфера наукових інтересів: політологія, історія, соціальне партнерство. Депутат Жовтневої районної ради міста Дніпропетровська з 2010 року.
Депутат Жовтневої районної ради міста Дніпропетровська з 2010 року.

## Творчий доробок
- http://nbuv.gov.ua/portal/Soc_Gum/Grani/2009_3/P1.pdf
- http://www.lib.ua-ru.net/diss/cont/370689.html